# GG-45

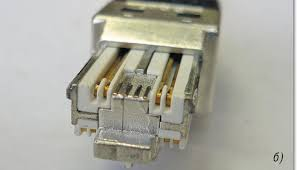
GG45-Stecker

GG45 ist eine geschützte Bezeichnung für ein aus Stecker und Buchse (auch Konnektor) bestehendes Stecksystem der Kategorie 7 (beziehungsweise 7A) zur LAN-Verkabelung von Datenkommunikationssystemen (beispielsweise Ethernet in einem Cat-7-Datennetz). GG45 ist für höhere Datenraten als jene der RJ45-Stecker spezifiziert. Die im Jahr 2008 verfügbare Version von GG45 unterstützt eine Bandbreite von 1000 MHz auf dem Netzwerk, aktuelle Systeme mit RJ45-Steckverbindern nach Kategorie 6A ermöglichen eine Bandbreite von derzeit maximal 500 MHz.

## Entwicklung
Das GG45-System wurde von Nexans entwickelt, das Unternehmen erhielt auch die Schutzrechte für die Bezeichnung GG45. GG wurde als Abkürzung für GigaGate verwendet, dieser Name konnte aber nicht geschützt werden, so dass die Bezeichnung GG45 allein als Markenname geschützt ist. Der Zusatz 45 soll die Abwärtskompatibilität zu RJ45 verdeutlichen. Das GG45-Verkabelungssystem wurde 2002 als IEC-60603-7-7 standardisiert und dann in ISO-11801 als weltweiter Verkabelungs-Standard für Kategorie 7 / Klasse-F-Verkabelungen gewählt. Das GG45 erfüllt die normseitigen Vorgaben des Klasse-FA-4-Konnektor-Channels bei Verwendung des GG45-Patchkabels.

## Aufbau und Verwendbarkeit
Der heutige GG45 ist eine 2-in-1-Lösung, da die GG45-Buchse (jedoch nicht der Stecker) abwärtskompatibel zu RJ45 ist. Somit können herkömmliche RJ45-Stecker in neuen GG45-Umgebungen (Netzwerkdosen, Patchpanels) verwendet werden. Umgekehrt ist es aber nicht möglich, den GG45-Stecker in einer RJ45-Buchse zu verwenden. In der abwärts kompatiblen Betriebsart erreicht die Steckverbindung allerdings nicht ihre volle Leistung, sondern nur eine Bandbreite von 500 MHz entsprechend Kategorie 6A. Das schwächste Glied ist dann in einer solchen Kette das Cat-6A-Patchkabel und bestimmt somit die Gesamtleistung.
Zusätzlich zu den acht Kontakten des RJ45-Systems besitzt die GG45-Buchse in den oberen äußeren Ecken des RJ45 Steckgesichtes vier weitere Kontakte. Die mittleren 4 RJ45-Kontakte sind nur im Betrieb mit einem RJ45 verbunden. Bei Frequenzen von bis zu 500 MHz auf den RJ45-Kontakten kommt es dabei durch die unteren Kontakte nicht zu störenden Beeinflussungen des Signals. Die zusätzlichen Kontaktpaare oben rechts und links ermöglichen nach Kategorie 7 die höhere Bandbreite von 600 MHz und in der neuen Version nach Kategorie 7A von 1000 MHz. Damit können nach Aussagen des Entwicklers 40 Gigabit/s über eine Entfernung von 100 m übertragen werden.
Es werden allerdings nicht alle zwölf Kontakte gleichzeitig verwendet, da Datenkabel nach Norm nur 8 Adern haben. Stattdessen trennt ein Federmechanismus die mittleren RJ45-Kontakte und verlagert sie auf die Gehäusemasse. Dadurch sind ab Cat-7-Betrieb nur noch die äußeren Kontakte (1/2 und 7/8) der RJ45-Leiste und die zusätzlichen oberen 2 GG45-Kontaktpaare im Einsatz. Durch den größeren Abstand, den nun alle Paare zueinander haben, ist eine Übertragungsbandbreite von bis zu 1000 MHz möglich. Die Kategorie 7 und die Klasse F (ISO/IEC/11801:2002) werden dann mit großer Leistungsreserve unterstützt. Für die Umschaltung auf Kategorie 7 und höher besitzen GG45-Stecker eine zusätzliche Nase an der Front. Der Stecker und die Buchse haben eine kreuzförmige Abschirmung in der Mitte; dadurch ist eine durchgängige Abschirmung der vier Adernpaare untereinander gewährleistet.
Mittlerweile unterhält Nexans eine Kooperation mit dem amerikanischen Hersteller Bel Stewart, der Marktführer für Datenstecker und Printmodule zur Platinenbestückung ist. Dieser hat unabhängig von der GG45-Entwicklung von Nexans eine Kategorie-7-fähige Printversion unter dem Namen ARJ45 entwickelt, die vollständig zum GG45-System kompatibel ist. Nexans hat eine eigene Printbuchse (GG45 8C) entwickelt, die nach Herstellerangaben die Kategorie 7A noch übertreffen soll und eine Bandbreite bis 1400 MHz abdeckt. Somit besteht die Möglichkeit, dass sich zukünftig der GG45-Standard als Kategorie-7/-7A-System durchsetzen kann, da Hersteller von Aktivkomponenten zur Entwicklung von Geräten mit höheren Übertragungsgeschwindigkeiten auf diese Printbuchsen zurückgreifen können.